# 魏揭飛
魏揭飞（？—390年），五胡十六国军事人物。
390年四月，前秦镇东将军魏揭飞自称为冲天王，率领氐胡部队，攻击杏城的后秦安北将军姚当成。镇军将军雷恶地反后秦响应魏揭飞，袭击李润镇后秦镇东将军姚汉得。后秦姚苌秘密率领1600人的精锐部队亲征魏揭飞。拥有部众几万人，姚苌看到氐人、胡人前往投奔魏揭飞、雷恶地，十分高兴。大臣非常奇怪，姚苌说乌合之众，正好一网打尽。魏揭飞率全军出动攻击后秦。姚苌固守营垒，派自己的儿子中军将军姚崇率领几百骑兵到敌兵的背后偷袭。魏揭飞军大乱，姚苌派镇远将军王超等人率军斩杀魏揭飞及其将士一万多人。雷恶地投降。